# 浄蓮寺 (川崎市)
浄蓮寺（じょうれんじ）は、神奈川県川崎市幸区鹿島田にある日蓮宗の寺院。山号は常教山。旧本山は三浦大明寺(六条門流)、奠師法縁(奠統会)。

## 歴史
創建年代未詳。『新編武蔵風土記稿』によれば日徳（木月村妙海寺2世、元亀3年（1572年）没）が創建し、日慶（2世、慶安3年（1650年）没）の代の慶安2年（1649年）に、地頭榊原左衛門に願い出て寺領として8石の御朱印を拝領したという。江戸時代から寺子屋を運営しており、現在の川崎市立日吉小学校の前身である常教学舎（のちに鹿島田尋常小学校）が1874年（明治7年）にこの地で開校している。

## 境内
- 本堂

## 歴代
- 日徳（開基）
- 日慶（2世）

## 交通アクセス
- 横須賀線 新川崎駅から徒歩でおよそ3分
- 南武線 鹿島田駅西口からでおよそ徒歩3分

## 関連資料
- 日蓮宗新聞 2017年3月23日付
- 蘆田伊人 編『新編武蔵風土記稿』 第3巻、雄山閣、1981年3月5日。ISBN 4-639-00020-0。
- 蘆田伊人 編「巻ノ65橘樹郡ノ8 鹿島田村」『大日本地誌大系』 第7巻 新編武蔵風土記稿3、雄山閣、1929年8月、210-211頁。NDLJP:1214845/111。
- “浄蓮寺”. 猫の足あと. 2019年11月25日閲覧。